# Адальберт (антипапа)
Адальбе́рт (иногда Альбе́рт, умер в 1102) — антипапа. Родился в Ателле, Италии. Недолго был антипапой в 1101 году. Адальберт был избран папой римским католической церкви в феврале 1101 г. и прослужил 105 дней. Он был кандидатом от римской партии, выступавшей против папы Пасхалия II, а на сегодняшний день считается антипапой. До своего избрания он был возведён в сан кардинала антипапой Климентом III. Он был схвачен партизанами Пасхалия II и был вынужден доживать свои дни в качестве монаха.

## Кардинал
Дата рождения Адальберта неизвестна, но он был родом из города Ателла на юге Италии. Он был одним из первых сторонников Климента III, который наградил его субурбикарной епархией Порто-Санта Руфина. Он был в числе двенадцати кардиналов Климента III, которые собрались в Латеранском дворце для подписания папского письма 4 ноября 1084 года.
Адальберт был заметен в Риме на всём протяжении понтификата Климента. Он был на стороне антипапы, когда Климент издал привилегию 8 января 1089 г. 7 августа 1098 года он был одним из прелатов, председательствовавших на соборе, созванном Климентом. Это собрание осудило все "старые и новые" ереси монаха Гильдебранда, то есть папы Григория VII. Он также направил воззвание "раскольникам", последователям преемника Григория Урбана II, постановляя, чтобы они присутствовали в Риме 1 ноября. Имя Адальберта стоит во главе списка подписавших это письмо, что свидетельствует о его значимости в курии Климента III.
Когда преемник Климента, Теодорих, был схвачен своими противниками в феврале 1101 г., Адальберт был избран его преемником.

## Антипапа
Обстоятельства избрания Адальберта трудно установить. Это произошло в базилике Двенадцати Святых Апостолов. Согласно немецким хронистам Фрутольфу из Михельсберга и Эккехарду из Ауры, император Генрих IV вмешался для того чтобы обеспечить выдвижение кандидатуры Адальберта, хотя источники, более близкие по времени к событиям, не упоминают императора. Хотя папские выборщики и полагали, что действуют в интересах империи, но Генрих IV, как известно, не имел никаких контактов с Адальбертом. Римские анналы, богатейший источник информации о понтификате Адальберта, просто утверждают, что он был избран частью духовенства и народа Рима, вставшей на сторону Климента III.
Ясно, что Адальберт был избран, посвящен и возведён на престол в течение нескольких дней после пленения Теодориха в феврале 1101 г. Современные историки нередко ошибочно датируют его избрание 1102 г. Скорость его избрания указывает на то, что проимперская Климентовская партия в Риме в то время была ещё хорошо организована в то время. Среди его известных сторонников были Романо, кардинал, принимавший участие в соборе 1098 г., и племянник Романо, Джованни Оддолин. Став папой, Адальберт сохранил имя, данное ему при крещении. Для Адальберта был сделан паллий, хотя его и нельзя было возложить на гробницу Святого Петра, потому что фракция Клементины не контролировала его.
Первое публичное выступление Адальберта собрало большую толпу и быстро переросло в беспорядки. В конце концов ситуация так усугубилась, что он был вынужден укрыться в церкви Святого Марцелла на виа дель Корсо под защитой Романо и Джованни Оддолине. Многие священнослужители, пытавшиеся добраться до церкви, были избиты и раздеты догола толпой. Затем Пасхалий II подкупил Джованни, чтобы тот выдал антипапу. Адальберт был лишён паллия и его передали войскам Пасхалия. Его понтификат длился 105 дней. Его повели за лошадью (в знак презрения) до Латеранского дворца, где и проживал Пасхалий. Затем его заключили в башню. Римские анналы и биография Пасхалия в Liber pontificalis сходятся во мнении, что принятие взятки и заключение антипапы в тюрьму произошли в течение одного дня.
В конце концов Адальберта отправили в бенедиктинский монастырь Святого Лаврентия в Аверсе, где он и провёл остаток своей жизни. Дата его смерти и место захоронения неизвестны. В 1105 г. проимперская партия избрала Магинульфа папой Сильвестром IV в оппозицию Пасхалию, но он был не более успешен, нежели его предшественники, поскольку ему тоже не хватало имперской поддержки.